# إيريك ليفلي
إيريك ليفلي (بالإنجليزية: Eric Lively)‏ هو عارض وممثل أمريكي، ولد في 31 يوليو 1981 بأتلانتا في الولايات المتحدة.

## أعمال

### أفلام
- (1999) الفطيرة الأمريكية[3][4][5]
- (2001) إنتفاضة
- (2006) السلالة
- (2006) تأثير الفراشة 2

### مسلسلات
- كلمة إل

## وصلات خارجية
- إيريك ليفلي على موقع IMDb (الإنجليزية)
- إيريك ليفلي على موقع ألو سيني (الفرنسية)
- إيريك ليفلي على موقع أول موفي (الإنجليزية)
- إيريك ليفلي على موقع إن إن دي بي (الإنجليزية)
- إيريك ليفلي على موقع قاعدة بيانات الفيلم (الإنجليزية)
- إيريك ليفلي على موقع كينوبويسك (الروسية)